# 비아스카
비아스카(독일어: Biasca)는 스위스 티치노주의 리비에라구의 마을이다.

## 역사
비아스카는 830년에 파퍼스 수도원의 Liber viventium에서 Aviasca로 처음 언급되었다. 1119년 비아스카는 Aviasca로 언급되었다.

### 초기사
948년 베르첼리의 주교는 비아스카 주변 지역을 밀라노의 주교에게 기증했다. 이것은 벨린초나 북쪽 계곡의 영적이고 세속적인 지배로 이어졌다. 롬바르디아 지방을 둘러싸고 신성 로마 제국과 주교가 충돌하는 동안 비아스카와 주변 지역은 계곡을 행군하는 군대로 고통을 겪었다.
로카르노 오렐리 가문의 한 방계가 12세기에 성 페트로닐라 예배당 근처의 비아스카 위의 성을 하사받았다. 그들은 또한 마을에 대한 대법관의 권리를 받았다. 그러나 1292년에 마을은 일부 지역 지도자를 선출하는 협정을 추진할 수 있었고 그들에게 제한된 자치를 부여했다. 오렐리 가족은 14세기 중반까지 통치했으며, 그때 그들의 영토는 비스콘티가의 지배에 통합되었다. 그들은 블레니오 계곡과 함께 마을을 볼로냐의 페폴리 가문에게 양도했다. 14세기 후반, 비아스카는 법원을 소집할 권리가 있는 집정관(콘솔) 선택권을 부여받았다. 이 권리는 1422년 이후에 확인되었다. 1403년 비스콘티 공작 지안 갈레아조가 사망한 후 비아스카는 우리와 옵발덴의 두 스위스 주에 정복되어 두 도시의 이탈리아 영지에 통합되었다. 1422년 밀라노의 비스콘티 군대가 공격했고 아르베도 전투에서 스위스를 패배시키고 밀라노 국경을 재건했다.

### 스위스 연방 하

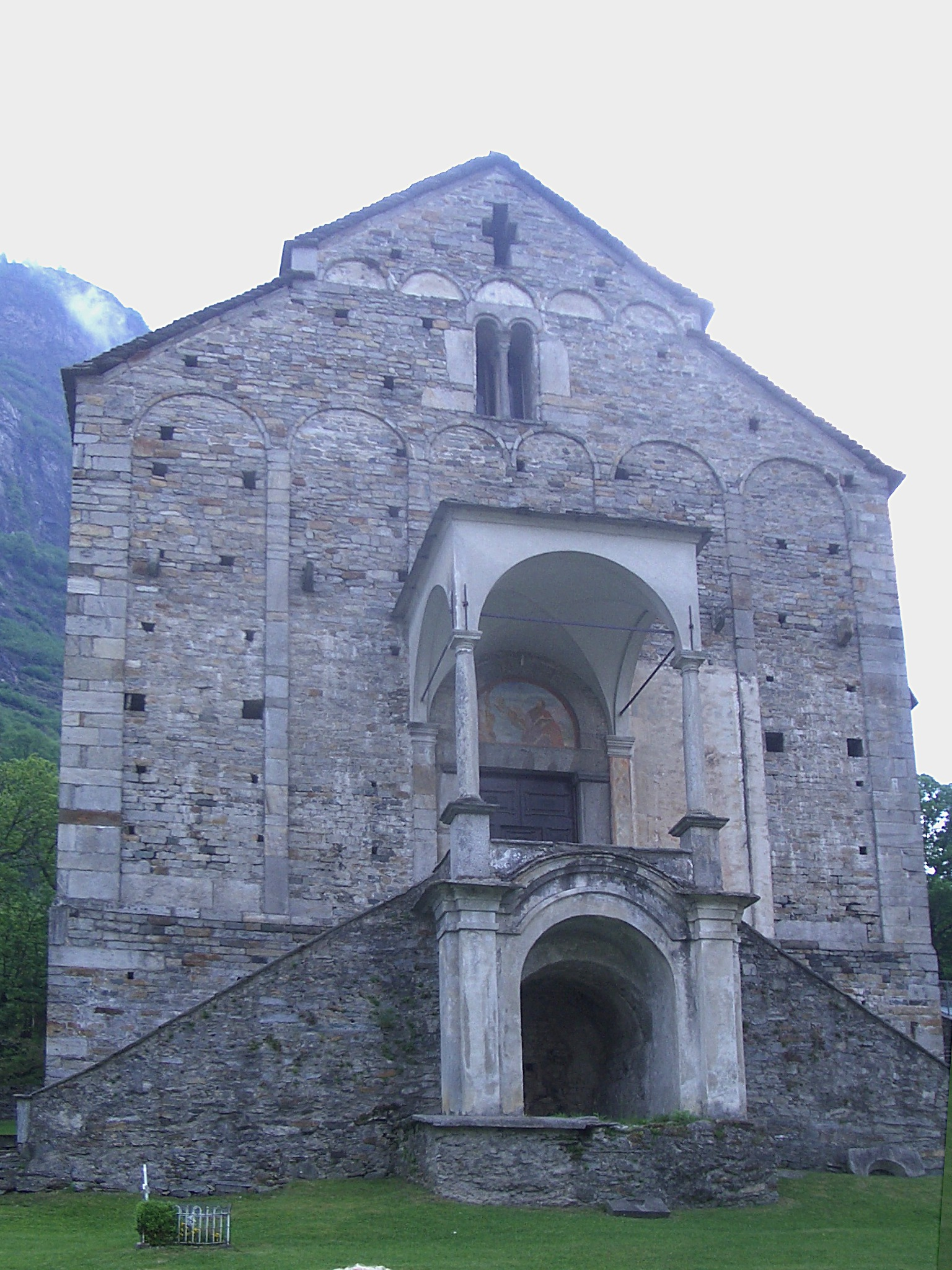
성 베드로와 바오로 교회

1439년, 마을은 다시 한번 우리의 공격을 받았다. 밀라노 공작은 비아스카를 강화했고, 1441년에는 우리가 정복한 레벤티나 계곡에 대한 요새로 만들었다. 1449년에 다시 우리의 공격을 받아 점령되었다. 이 도시는 1450년에 밀라노의 새로운 공작인 프란체스코 스포르차와 협정을 맺었고 이전에 확장된 권리를 확인했다. 다른 습격은 1466년 프란체스코 스포르차가 사망한 후와 1478년 전역 중에 이루어졌다. 아마도 1495년에 스위스에 의해 블레니오 계곡의 나머지 부분과 함께 합병되었을 것이다. 1500년 이후에는 리비에라 영지의 일부가 되었다.
1512년 몬테 크레노네의 산사태로 마을 북쪽의 브레노강 건너편에 댐이 생겼다. 댐은 1515년 댐이 터지면서 큰 피해를 입힐 때까지 마을 위에 14km 길이의 호수를 만들었다. 주요 알프스 도로 교통에 위치하기 때문에 지역 경제는 이 재난에서 점차 회복되었다. 그러나 16세기 말과 17세기 초에 적어도 세 번의 주요 전염병 전염병이 마을을 강타했다. 수색을 거듭한 끝에, 가롤로 보로메오는 트렌트 공의회의 개혁을 트레발리 지역으로 전파하기 위한 중심으로 비아스카를 선택했다.
알파인 계곡 입구에 위치한 비아스카는 13세기 초 고트하르트 루트가 개통된 후에도 지역 및 고산 횡단 무역에서 항상 중요한 역할을 해왔다. 오렐리 가문은 1352년 이후 도로에서 통행료를 징수했다. 다음 해에는 비아스카에서 수스트 또는 상품 운송을 위한 환적 창고의 존재가 언급된다. 1434년부터 지자체는 고개를 통한 상품 운송에 대해 포르레토(forletto)라고 하는 수수료를 징수했다. 교통 외에도 주요 수입원은 임업, 계곡의 농업, 여름을 고산 목초지에서 보내고 겨울에 계곡으로 이주하는 가축 방목이었다.

### 근세

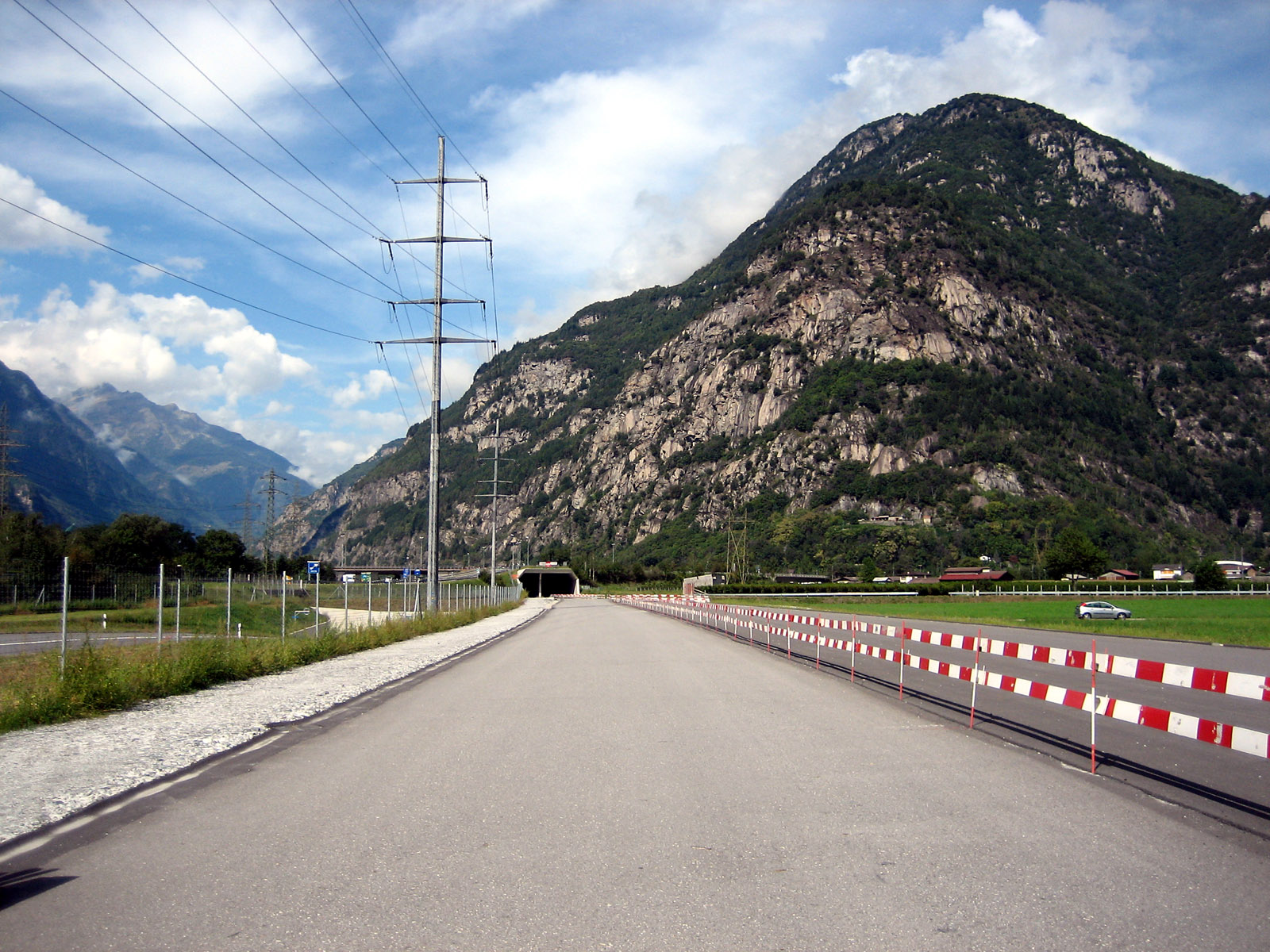
바아스카 근처의 새 고트하르트 베이스 터널을 통과하는 철도 노선용 선로

1815년 도로망의 건설과 고트하르트 터널의 건설은 농촌의 특성을 상실한 비아스카의 경제적, 인구학적 변화를 가져왔다. 19세기 중반부터 20세기 초까지 바이아스카의 역사적 특징은 수많은 무신론자와 반성직자들이 도시에 살고 있다는 것이다. 1980년에 비아스카는 스위스에서 비종교인 비율이 가장 높은 도시가 되었다. 이러한 현상의 원인은 아마도 19세기 이민자와 철도 노동자의 영향일 것이다.
수십년 동안 비아스카에서는 누에 산업이 번성했다. 또한 화강암 광업은 지역 전체에 중요하며 1900년에 비아스카에서 절정에 달했다. 산업화에 따라 비아스카에서 티치노에서 첫 번째 경제 계급 전쟁이 발발했다. 이 도시에는 강력한 사회당의 핵심이 남아 있다.

### 현대
전후 몇년 동안 비아스카의 경제는 특히 산업 부문(1990년 경제 활동 인구의 43%)과 서비스 부문(56%)이 크게 성장했다. 농업은 이 지역에서 거의 모든 중요성을 잃어버렸고 이제 일자리의 약 1%만 제공한다. 대부분의 개발은 비아스카 산업 지대 주변에서 이루어졌으며 이 지역은 "주에서 중요한" 것으로 간주되는 유일한 지역이다. 비아스카가 트레 발리(Tre Valli) 지역 전체의 허브가 되면서 서비스 부문이 성장했다. NEAT(Trans-Alpine Rail Link)에 비아스카를 추가하면 성장을 계속할 수 있을 것으로 예상된다.

### 비아스카 교회들
산 피에트로의 교구 교회는 서로마 제국의 붕괴 이후 이주 기간으로 거슬러 올라간다. 산 피에트로의 교구 교회는 암브로시오 계곡(Ambrosian Valleys)으로 알려지게 된 그 지역의 가장 오래된 암브로시오 제례 교회이다. 이 계곡에는 레반티네 계곡 및 블레니오 계곡과 그뇨스카(Gnosca) 및 클라로에 이르는 리비에라의 마을들이 포함되어 있다. 이곳은 비아스카 교구의 중심이었다. 그러나 올리보네의 산 마르티노 교회는 적어도 12세기 중반까지 또 다른 독립 교구를 형성한 것으로 보이며, 산 마르티노 교회는 아마도 11세기에 지어졌을 것이다. 이 교회는 이후 학장과 규범이 있는 대학 교회가 되었다. 대학부의 법령은 1398년에 시작되었다. 이곳은 리비에라와 레반틴 계곡에서 십일조를 징수할 권리가 있었다. 성 지아코모와 필리포 교회는 1468년에 마을이 완공되었지만, 16세기 초반의 전쟁 동안 다른 종교와 세속 건물과 함께 파괴되었다. 가톨릭 교회인 로톤다 디 산 카를로(Rotonda di San Carlo)는 밀라노 건축가 마치아키니의 현대 건축을 보여주는 훌륭한 예이다.

## 지리

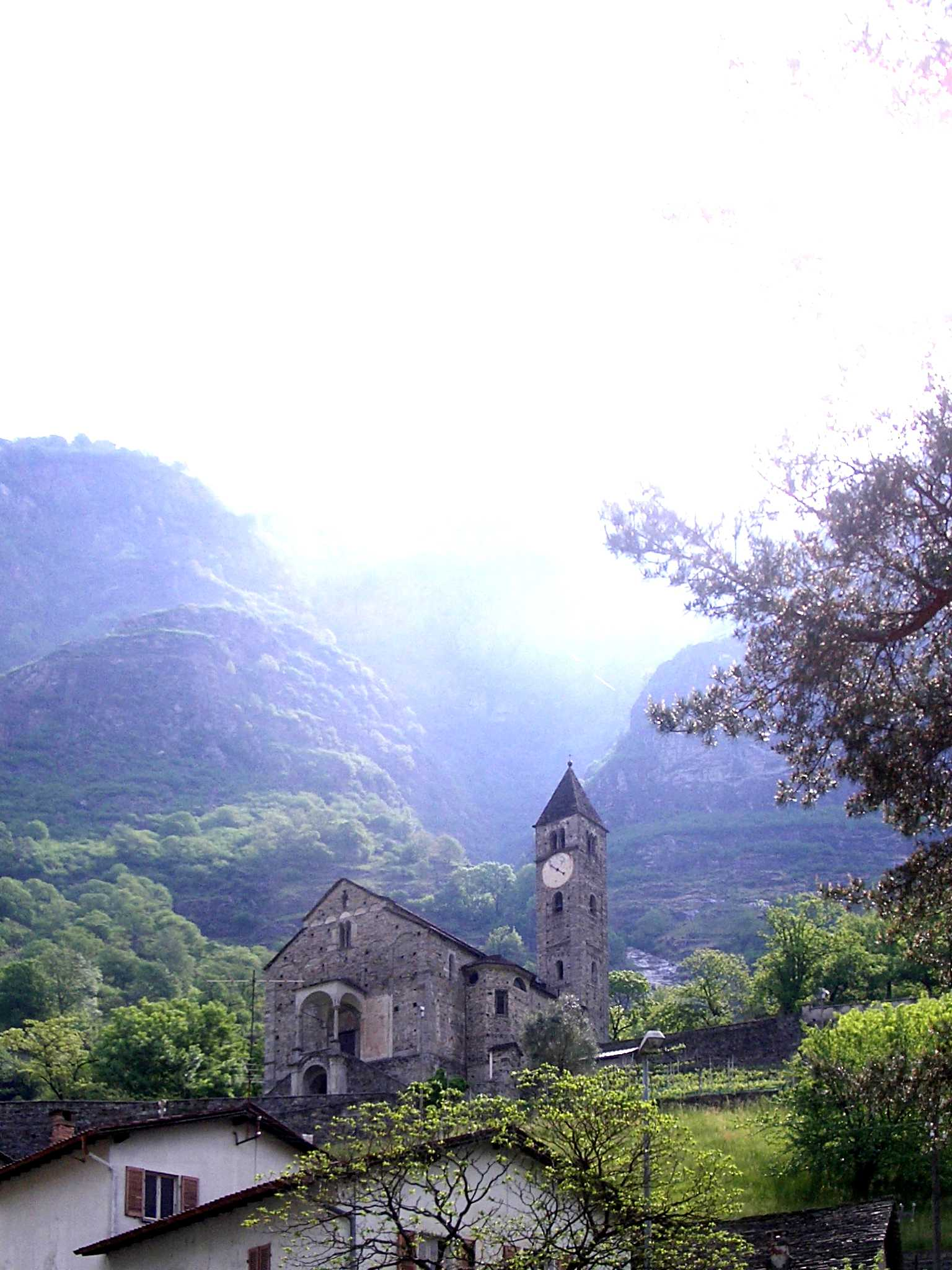
성 베드로와 바오로 교회

비아스카의 면적은 1997년 기준으로 59.13k㎡이다. 이 면적 중 2.86k㎡ (4.8%)가 농업용으로 사용되는 반면 26.6k㎡ (45.0%)는 산림이다. 나머지 토지 중 2.92k㎡ (4.9%)가 정착(건물 또는 도로), 1.19k㎡ (2.0%)가 강 또는 호수이며 21.7k㎡ (36.7%)는 불모지이다.
건축면적 중 주택과 건물이 1.9%, 교통기반시설이 1.8%를 차지했다. 산림면적은 전체 면적의 35.2%가 삼림이 우거져 있고, 3.7%는 과수원이나 작은 나무 군락으로 덮여 있다. 농경지 중 2.4%는 작물 재배에 사용되고, 1.9%는 고산 목초지에 사용된다. 시정촌의 모든 물은 흐르는 물이다. 비생산적인 지역 중 13.7%는 비생산적인 초목이고, 23.0%는 초목이 자라기에는 너무 암석이 많은 지역이다.
시정촌은 레벤티나, 블레니오 및 리비에라 계곡 사이의 리비에라 지구에 있다. 비아스카는 소위 암브로시오 계곡에서 가장 중요한 공동체이다. 암브로시오 계곡은 전통적으로 암브로시오 전례 교회의 중심이었던 여러 고산 계곡이었다. 브레노 강둑에 있는 벨린초나에서 북쪽으로 19km 떨어져 있다. 비아스카에서 동쪽으로 약 3km 떨어진 곳에 80m 폭포가 있는 시내가 흐르는 작은 카리지올로 호수가 있다. 로데리오, 폰테, 폰티로네, 산타나 및 발레의 마을은 지자체에 속한다.

### 기후
비아스카는 연간 평균 97.3일의 비 또는 눈이 내리며 평균 강수량은 1,587mm이다. 가장 습한 달은 5월로 이 기간 동안 비아스카는 평균 181mm의 비나 눈을 받다. 이달의 평균 강수일은 11.4일이다. 일년 중 가장 건조한 달은 12월이며 5.6일 동안 평균 강수량이 65mm이다.

## 인구 통계

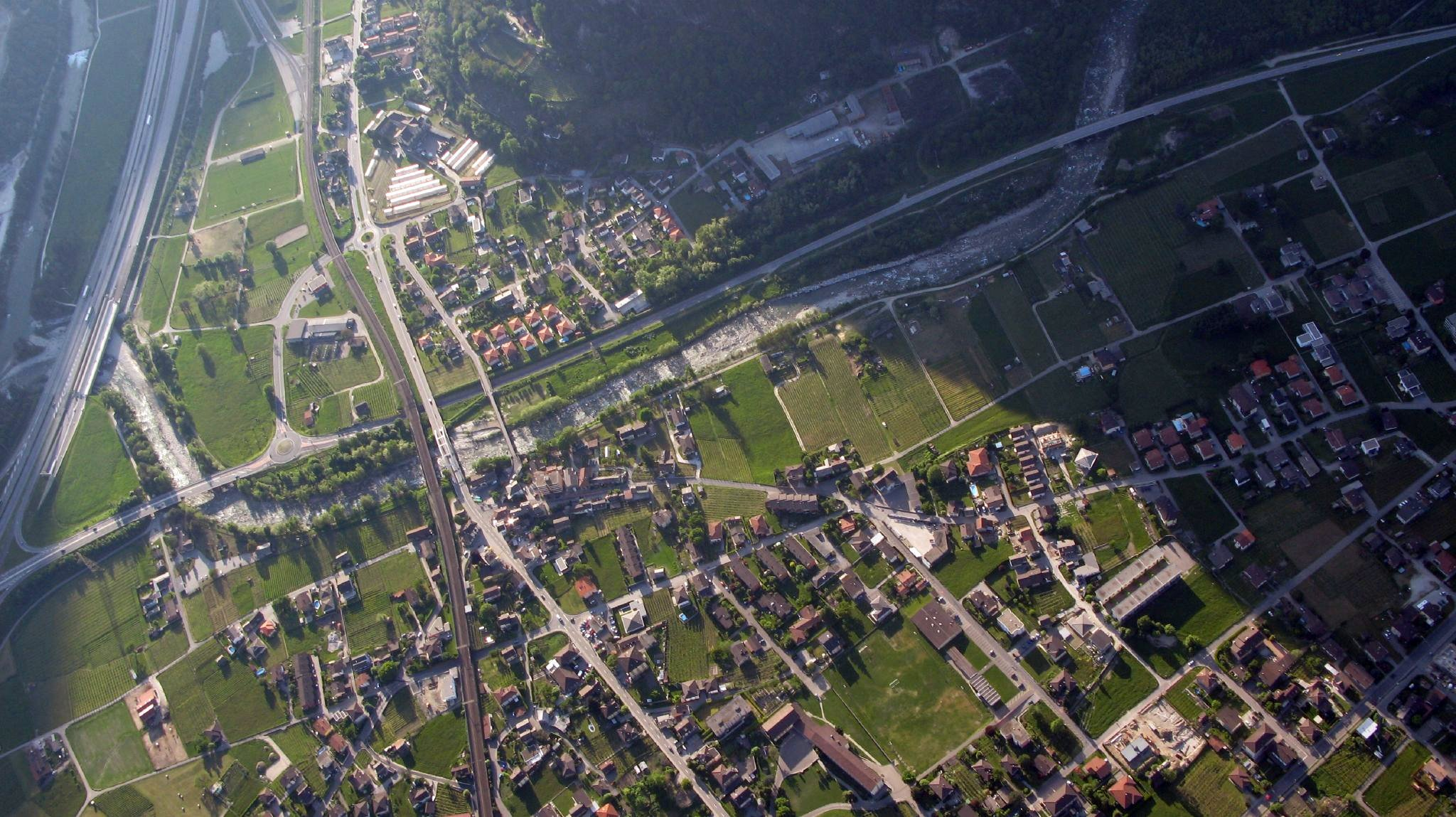
공중에서 본 비아스카

비아스카의 인구(2020년 12월 기준)는 6,094명이다. 2008년 기준으로 인구의 35.6%가 거주 외국인이다. 지난 10년(1997-2007) 동안 인구는 -1.2%의 비율로 변화했다. 2000년을 기준으로 대부분의 인구는 이탈리아어 (5,026 또는 86.7%)를 사용하며 알바니아어가 205명(3.5%)으로 두 번째로 많이 사용되고 세르비아-크로아티아어가 194명(3.3%)으로 세 번째로 사용된다. 프랑스어를 할 줄 아는 사람은 45명, 로만슈어를 할 줄 아는 사람은 7명이다.
2008년 기준으로 인구의 성별 분포는 남성 49.7%, 여성 50.3%이다. 인구는 1,821명의 스위스 남성(인구의 30.6%)과 1,137(19.1%)의 비스위스계 남성으로 구성되었다. 스위스 여성은 2,019명(33.9%), 비스위스계 여성은 978명(16.4%)이었다. 지자체의 인구 중 2,330 또는 약 40.2%가 비아스카에서 태어나 2000년에 그곳에 살았다. 같은 주에서 태어난 1,098 또는 18.9%가 있었고, 286 또는 4.9%가 스위스 다른 곳에서 태어났다. 1,979명(34.2%)이 스위스 이외의 지역에서 태어났다.
2008년에는 스위스 시민이 30명, 비스위스계 시민이 22명이었고, 같은 기간에 스위스 시민이 50명, 비스위스계 시민이 8명이었다. 이민과 이민을 무시하면 스위스 시민의 인구는 20명이 감소하고 외국인 인구는 14명이 증가했다. 스위스로 재이민 온 스위스 남자 1명과 스위스 여자 2명이 있었다. 동시에 다른 나라에서 스위스로 이주한 27명의 비스위스계 남성과 18명의 비스위스계 여성이 있었다. 2008년 전체 스위스 인구 변화(시 경계를 넘는 이동을 포함한 모든 출처에서)는 69명이 증가했고 비 스위스 인구 변화는 39명이 감소했다. 이는 0.5%의 인구 증가율을 나타낸다.
2009년 기준 비 아스카의 연령 분포는 다음과 같다. 554명(인구의 9.3%)이 0~9세이고 615명(10.3%)이 10~19세이다. 성인 인구 중 712명(인구의 12.0%)이 20~29세이다. 738명(12.4%)은 30~39세, 950명(16.0%)은 40~49세, 795명(13.4%)은 50~59세이다. 고령자 분포는 745명(인구의 12.5%)이 60세 이상이다. 그리고 69세는 530명으로 70~79세는 8.9%, 80세 이상은 316명으로 5.3%이다.
2000년 기준으로 시정촌에 미혼이며, 독신인 사람은 2,277명이다. 기혼자는 2,900명, 미망인은 388명, 이혼한 사람은 230명이었다.
2000년 기준으로 시정촌의 개인가구는 2,369세대로 가구당 평균 2.4명이다. 1인 가구는 727가구, 5인 이상 가구는 134가구였다. 총 2,371가구 중 1인 가구가 30.7%, 부모와 동거하는 성인이 47가구였다. 나머지 가구 중 자녀가 없는 기혼 부부는 522쌍, 자녀가 있는 기혼 부부는 902쌍이다. 자녀가 있는 편부모는 137명이었다. 34가구는 혈연관계가 없는 사람들로 구성되어 있었고 2가구는 일종의 시설이나 다른 공동주택으로 구성되어 있었다.
2000년에는 총 1,433호의 주거용 건물 중 967호(전체의 67.5%)가 단독주택이었다. 다가구는 394채(27.5%), 주로 주거용으로 사용되는 다목적 건물은 40채(2.8%), 기타 용도(상업·공업)가 32채(2.2%)였다. 단독주택 중 1919년 이전에 18채가, 1990년에서 2000년 사이에 75채가 건설되었다. 1946년에서 1960년 사이에 가장 많은 단독 주택(315채)이 건설되었다.
2000년에는 시정촌에 2,883개의 아파트가 있었다. 가장 일반적인 아파트 크기는 4개의 방이었고, 그중 1,049개가 있었다. 1인실 아파트는 127채, 5실 이상 아파트는 518채였다. 이 중 상가주택은 2,364세대(전체의 82.0%), 비수기형은 381세대(13.2%), 공실은 138세대(4.8%)였다. 2007년 기준 신규주택 건설률은 인구 1000명당 5.6세대이다. 2008년 시정촌 공실률은 1.35%였다.
역사적 인구는 다음 차트에 나와 있다.

### 종교
2000년 인구조사에서 4,230 또는 73.0%가 로마 카톨릭 신자였으며, 101 또는 1.7%가 스위스 개혁 교회에 속했다. 나머지 인구 중 정교회 교인은 233명(인구의 약 4.02%), 크리스찬 가톨릭 교회 교인은 2명(인구의 약 0.03%), 84명이었다. 다른 기독교 교회에 속한 개인(또는 인구의 약 1.45%). 유대인은 5명(또는 인구의 약 0.09%)이었고, 이슬람교도는 395명(또는 인구의 약 6.82%)이었다. 불교인이 3명, 불교인이 1명이었다. 힌두교인과 다른 교회에 속한 2인. 538명(인구의 약 9.28%)이 교회에 속하지 않고, 불가지론자 또는 무신론자이며, 201명(인구의 약 3.47%)이 질문에 대답하지 않았다.

## 국가중요문화재
무기 공장(Arsenale), 그리고 SS의 총독의 교회. 성 베드로와 성 바오로(Pietro e Paolo)는 국가적으로 중요한 스위스 문화유산으로 등록되어 있다. 비아스카 마을과 폰티로네 마을은 모두 스위스 유산 목록의 일부이다.

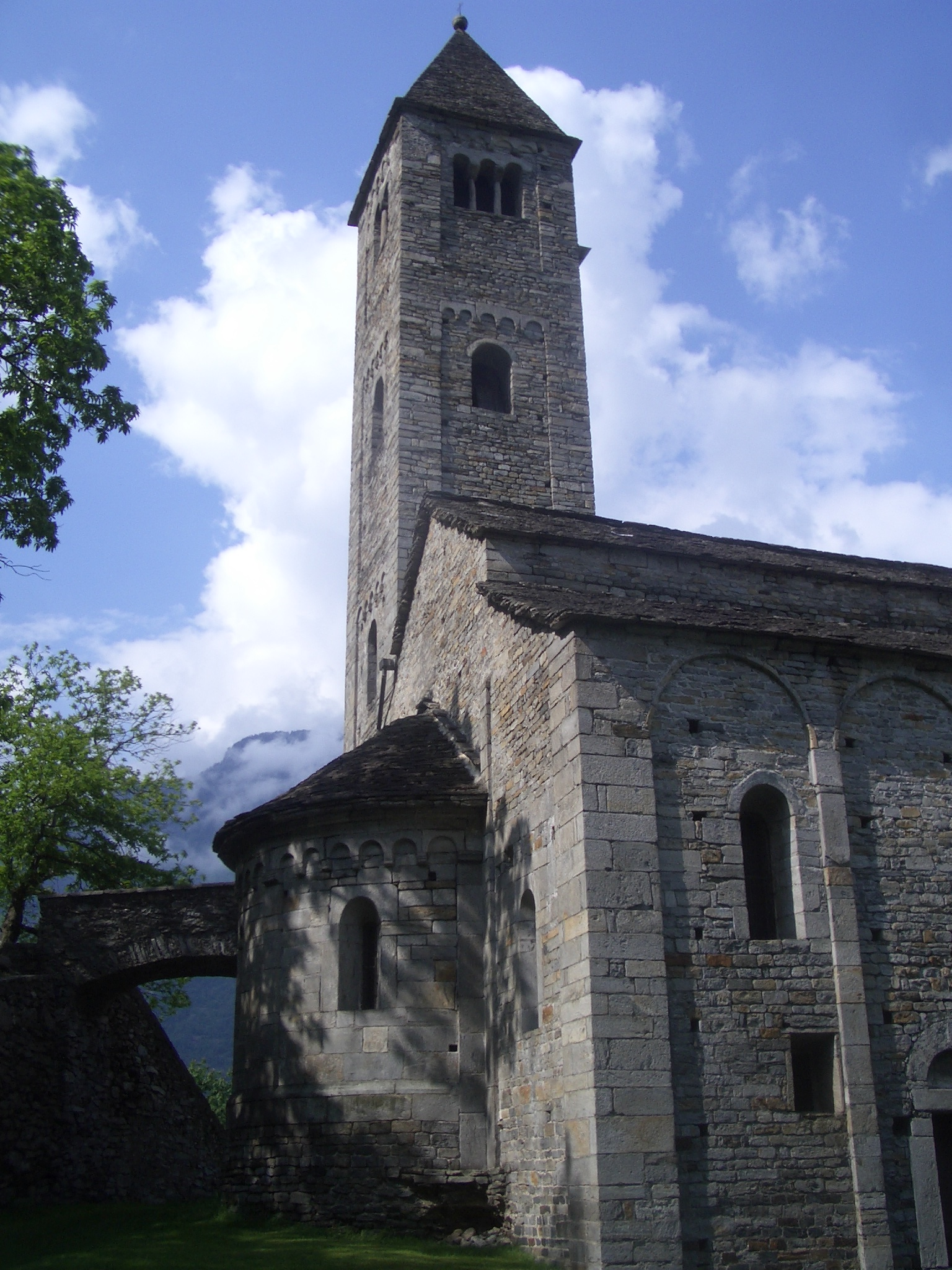
성 베드로와 바오로 교회
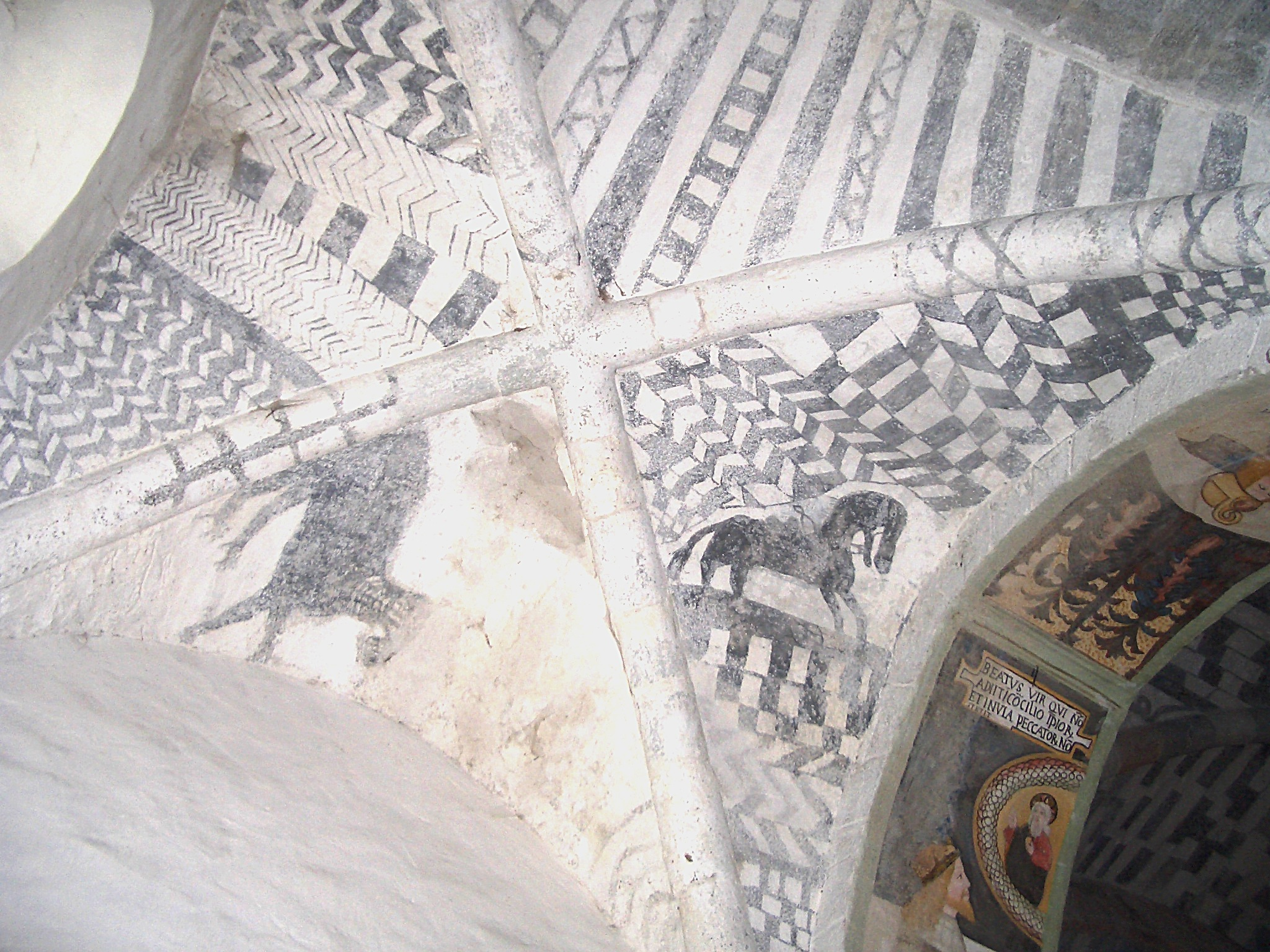
성 베드로와 바오로 교회 내부
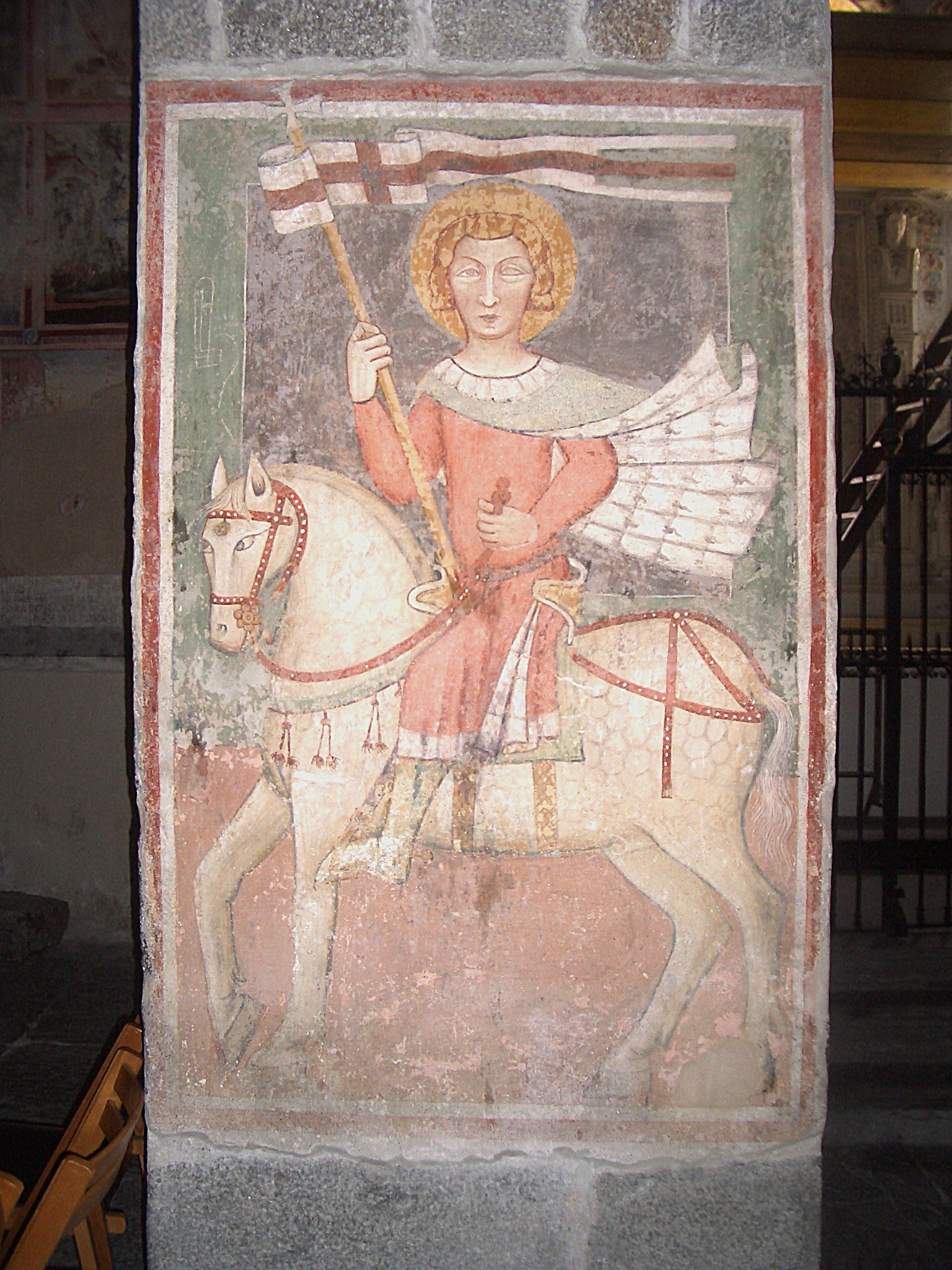
성 베드로와 바오로 교회, 성 모리스, 교회 기둥 위의 프레스코, 15세기
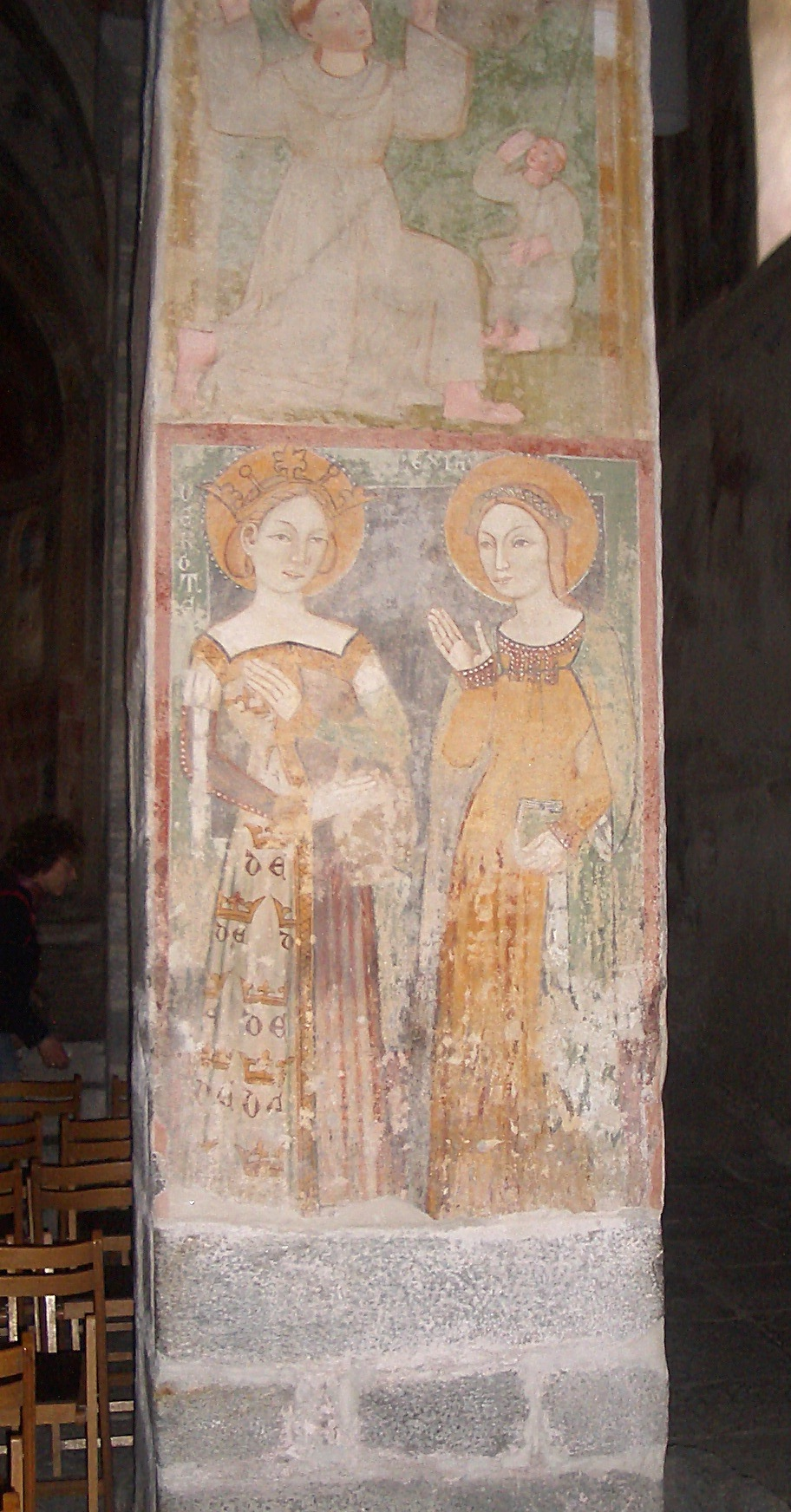
성 베드로와 바오로 교회와 성 테클라, 프레스코

## 경제
2007년 기준으로 비아스카의 실업률은 4.82%이다. 2005년 현재 1차 경제 부문에 77명이 고용되어 있으며, 이 부문에 약 37개 기업이 참여하고 있다. 768명이 2차 부문에 고용되었고, 이 부문에 72개의 기업이 있었다. 1,479명이 3차 부문에 고용되었으며, 이 부문에는 237개의 기업이 있다. 시정촌 주민은 2,464명으로 일정 정도 고용되었으며, 그중 여성이 전체 노동력의 37.7%를 차지하였다.
2008년에 정규직에 해당하는 총 일자리 수는 2,052개였다. 1차 부문의 일자리 수는 34개였으며 모두 농업에 있었다. 2차 부문의 일자리 수는 675개였으며 그 중 제조업 265개(39.3%), 광업 18개(2.7%), 건설 322개(47.7%)가 있었다. 3차 부문의 일자리는 1,343개였다. 3차 부문에서; 432 또는 32.2%는 도소매 또는 자동차 수리업, 75 또는 5.6%는 상품의 이동 및 보관, 113 또는 8.4%는 호텔 또는 레스토랑, 1 또는 0.1%는 정보 산업에 종사했다. 58 또는 4.3%가 보험 또는 금융 산업, 93 또는 6.9%가 기술 전문가 또는 과학자, 143 또는 10.6%가 교육, 205 또는 15.3%가 의료 분야였다.
2000년 기준으로 1,351명의 시정촌으로 출퇴근하는 근로자와 1,087명의 근로자가 출퇴근하였다. 지자체는 근로자의 순수입 지자체이며, 1명이 전출할 때마다 약 1.2명의 근로자가 지자체에 전입한다. 근로인구의 7.2%가 출퇴근을 위해 대중교통을 이용했고, 61.4%가 자가용을 이용했다.
2009년 기준으로 비아스카에는 총 70개의 객실과 157개의 침대를 갖춘 4개의 호텔이 있다.

## 교육
비아스카에서는 인구의 약 1,887명(32.6%)이 필수가 아닌 고등교육을 이수했으며 372명(6.4%)이 추가 고등교육( 대학 또는 응용학문대학)을 마쳤다. 고등교육을 이수한 372명 중 55.6%가 스위스 남성, 26.6%가 스위스 여성, 13.4%가 비스위스계 남성, 4.3%가 비스위스계 여성이었다.
2009년을 기준으로 비아스카에는 총 1,015명의 학생이 있었다. 티치노 교육 시스템은 최대 3년의 비필수 유치원을 제공하며 비아스카에는 유치원에 다니는 153명의 어린이가 있었다. 초등학교 프로그램은 5년 동안 지속되며 표준학교와 특수학교가 모두 포함된다. 시정촌에서는 309명의 학생이 일반 초등학교에 다녔고 8명의 학생이 특수학교에 다녔다. 중학교 시스템에서 학생들은 2년 중학교에 다니고, 2년 예비 견습과정을 거치거나 고등교육을 준비하기 위해 4년 프로그램에 참석한다. 중학교 2년제 학생은 250명, 예비견습생은 6명, 4년제 고급과정 학생은 94명이었다.
상위 중등학교에는 여러 옵션이 있지만, 상위 중등 프로그램이 끝나면 학생은 직업을 찾거나 대학에 진학할 준비가 된다. 티치노에서 직업 학생은 인턴십 또는 견습과정(3년 또는 4년 소요)을 진행하는 동안 학교에 다니거나 인턴십 또는 견습기간(풀타임 학생으로 1년 또는 1년 반이 소요됨)을 거쳐 학교에 다닐 수 있다. 파트타임 학생으로 2년). 전일제 학생은 61명, 파트타임 학생은 114명이었다.
전문 프로그램은 3년 동안 진행되며 공학, 간호, 컴퓨터 과학, 비즈니스, 관광 및 이와 유사한 분야의 직업을 위해 학생을 준비시킨다. 전문 프로그램에는 20명의 학생이 있었다.
2000년 기준으로 비아스카에는 타 지자체에서 온 학생이 81명, 시외 학교에 다니는 주민이 193명이다.

## 교통

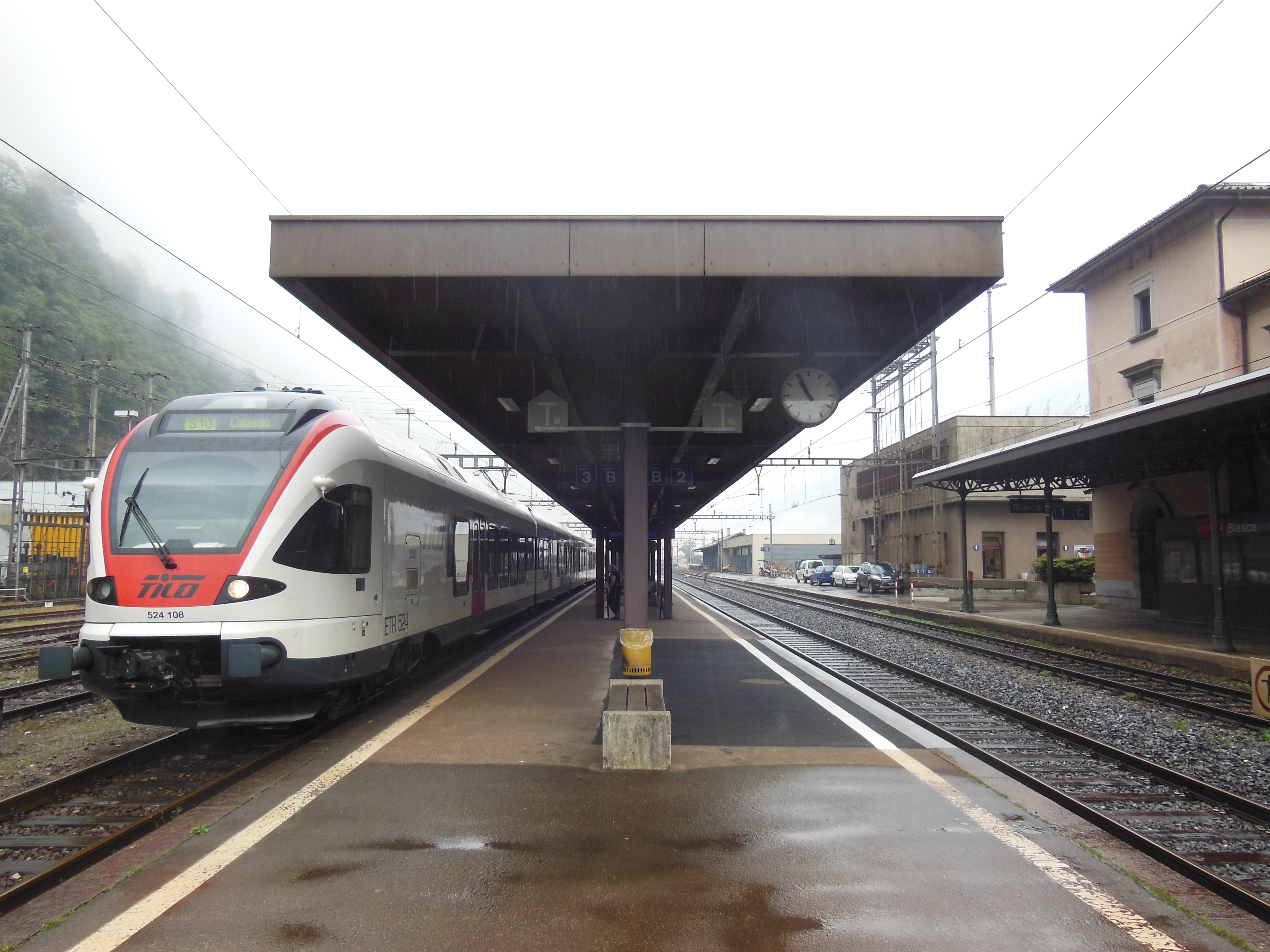
비아스카역

비아스카는 지자체 내에 위치한 비아스카역으로 연결된다. 역은 고트하르트 철도에 있다.
과거 비아스카역은 고트하르선의 중요한 기차역이었다. 오늘날에는 지역 열차만 비아스카에서 정차한다.
고타드 아우토반 A2는 44번 출구에서 비아스카를 지나간다.
지역 버스 Autolinee Bleniesi SA는 비아스카에서 블레니오 계곡과 리비에라까지 버스 서비스를 운영한다.

## 스포츠
HCB 티치노 Rockets는 도시의 메인 팀이며 내셔널 리그 (NL)의 HC 루가노와 HC Ambrì-Piotta의 계열사로 스위스 리그 (SL)에서 뛰고 있다. 그들은 3,800석의 라이파이젠 비아스카레나에서 홈 경기를 한다.